# Jokbal
El jokbal es un plato coreano consistente en manitas de cerdo cocinadas con salsa de soja y especias.

## Preparación

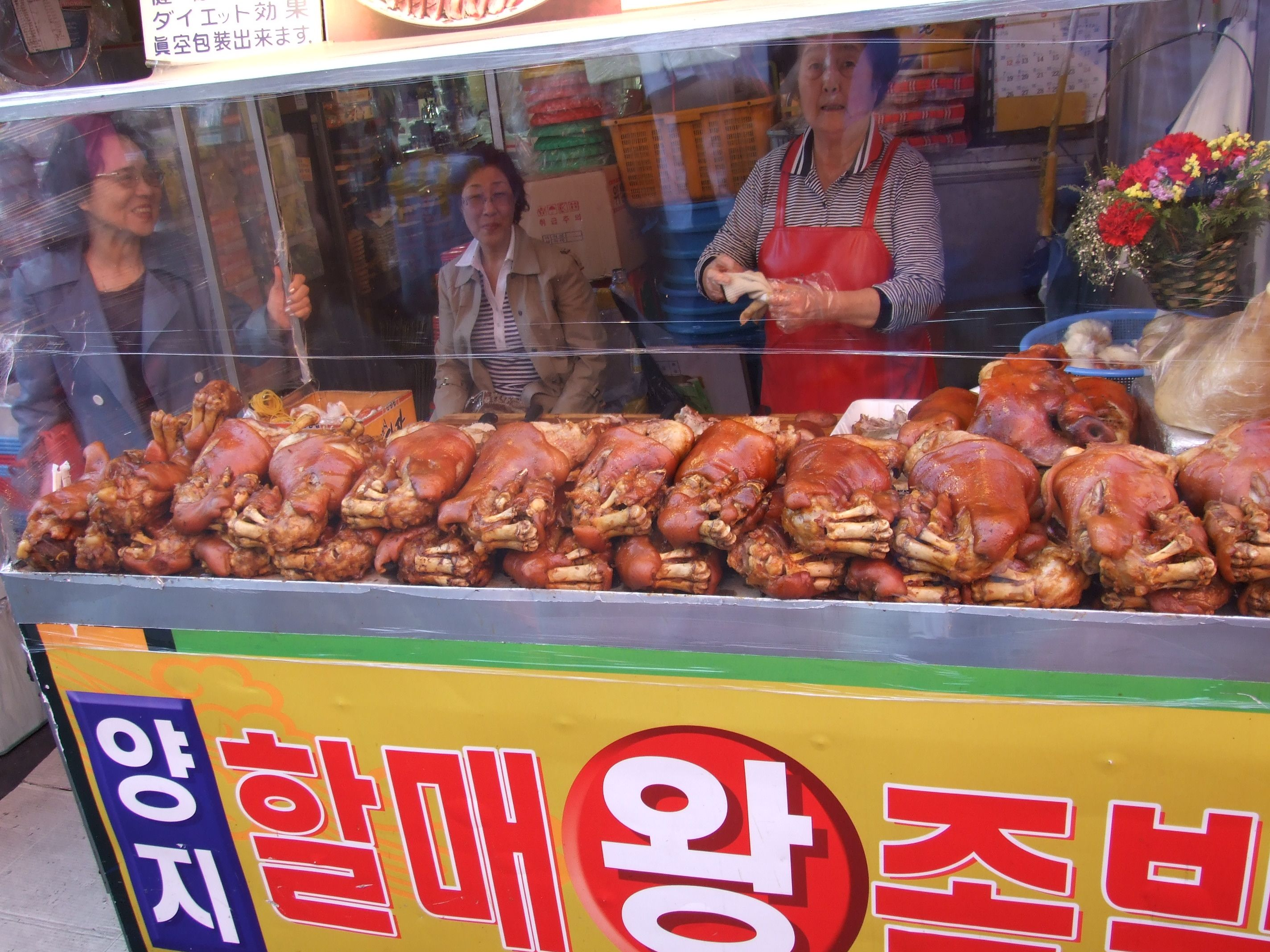
Jokbal a la venta en el mercado de Namdaemun de Seúl, Corea

Se retiran los pelos de las manitas de cerdo y se limpian bien. Se ponen a hervir puerro, ajo, jengibre, cheongju (vino de arroz) y agua. Se añaden las manitas de cerdo y se cuecen a fuego lento hasta que están blandas. Entonces se añade más agua, azúcar y salsa de soja, y se remueve lentamente. Cuando el jokbal está cocido del todo, se retiran los huesos y la carne se corta en rodajas gruesas. Entonces se sirve con una salsa de gamba fermentada llamada saeujeot (새우젓).
Como la preparación del jokbal es bastante trabajosa y exige mucho tiempo, suele pedirse a domicilio o comprarse en tiendas ya preparado. El distrito de Jangchungdong, en Jung-gu (Seúl), es bastante conocido por contar un gran número de estas tiendas.

## Presentación
Como el jokbal suele compartirse con otros comensales, suele servirse en grandes trozos sobre una bandeja. Debido a su sabor fuerte y alto contenido graso, se come otras carnes a la parrilla coreanas: envuelto en lechuga o con otras verduras disponibles. Al ser considerado anju, el jokbal se suele comer con soju y con otros anju, como el bindaetteok.